# Patrick Holzer
Patrick Holzer (ur. 24 marca 1970 w San Candido) – włoski narciarz alpejski. Najlepsze wyniki w Pucharze Świata osiągnął w sezonie 1998/1999, kiedy zajął 26. miejsce w klasyfikacji generalnej. Najlepszym wynikiem Holzera na mistrzostwach świata było 6. miejsce w gigancie podczas mistrzostw świata w Vail i Beaver Creek. Startował na Igrzyskach w Albertville i Igrzyskach w Nagano, ale nie ukończył żadnej konkurencji.

## Sukcesy

### Puchar Świata

#### Miejsca w klasyfikacji generalnej
- 1990/1991 – 37.
- 1991/1992 – 35.
- 1992/1993 – 117.
- 1993/1994 – 146.
- 1994/1995 – 135.
- 1995/1996 – 109.
- 1996/1997 – 42.
- 1997/1998 – 55.
- 1998/1999 – 26.
- 1999/2000 – 72.
- 2000/2001 – 88.
- 2001/2002 – 130.
- 2002/2003 – 143.

#### Miejsca na podium
1. Lake Louise – 17 marca 1991 (supergigant) – 2. miejsce
2. Garmisch-Partenkirchen – 12 stycznia 1992 (supergigant) – 1. miejsce
3. Alta Badia – 20 grudnia 1998 (gigant) – 2. miejsce
4. Kranjska Gora – 5 stycznia 1999 (gigant) – 1. miejsce